# Laurent Neyret
Pour les articles homonymes, voir Neyret.
Laurent Neyret est un juriste français, professeur de droit spécialisé en droit de l'environnement. 
Après avoir été professeur en droit privé à l'Université de Versailles-Saint-Quentin-en-Yvelines et à l’université d'Artois, il est directeur de cabinet du président du Conseil constitutionnel, Laurent Fabius depuis 2018.
Ses recherches concernent la responsabilité écologique et climatique, les droits de l'homme appliqués à l'environnement et l'écocide, dans leur dimension tant nationale qu'internationale. 
Il intervient régulièrement dans les médias, notamment pour les journaux Le Monde et publie régulièrement des articles et des ouvrages juridiques.

## Parcours universitaire
Laurent Neyret est docteur en droit privé et sciences criminelles de l'université d'Orléans en 2005. Sa thèse porte sur les "Atteintes au vivant et responsabilité civile" et a été publiée aux éditions LGDJ en 2006.
Il est admis au concours d'entrée de l'École nationale de la magistrature mais renonce finalement à l'intégrer, préférant la voie de l'enseignement et de la recherche universitaire. 
Il a été reçu au concours d'agrégation de droit privé et de sciences criminelles en 2011.

## Domaines de recherche

### Responsabilité environnementale
Il est membre du Club des juristes, un think tank juridique composé d'avocats, de magistrats et de professeurs de droit qui formule des propositions d'adaptation du droit civil à une meilleure prise en compte du dommage environnemental. Il insiste, sur le besoin de renforcer l'expertise environnementale et de clarifier la notion de « dommage environnemental » ou de « préjudice écologique », ce qui suppose selon le Pr Laurent Neyret d'aussi « nommer pour mieux normer ». Laurent Neyret et Gilles Martin animent un groupe de travail chargé d'établir une nomenclature des préjudices environnementaux. Ce groupe de travail donne priorité à la juste compensation, qui doit chercher à réparer en nature mais reconnait que souvent « la remise en état n'épuise pas la réparation de l'entier préjudice » (par exemple la mort de l'ourse Cannelle dans les Pyrénées (dernier représentant de la souche pyrénéenne de l'ours brun) ne peut être compensée, pas même par l'introduction de spécimens importés de Slovénie du point de vue patrimonial et de la diversité génétique. Mais, bien souvent, « la remise en état n'épuise pas la réparation de l'entier préjudice », relève Laurent Neyret. La nomenclature a été consacrée expressément dans un arrêt de la Cour d'appel de Nouméa rendu le 25 février 2014 dans une affaire de pollution du lagon à la suite d'une fuite d'acide sulfurique dans une usine de traitement de nickel.
Les travaux de Laurent Neyret dans le domaine de l'environnement sont centrés sur le dommage environnemental et particulièrement sur la reconnaissance du préjudice écologique et des crimes contre l'environnement. Dans sa thèse « Atteintes au vivant et responsabilité civile, LGDJ, 2006 », il propose la création d'un préjudice écologique entendu comme un préjudice objectif porté à l'environnement. 
La Cour de Cassation consacre dans son arrêt Erika ce principe mais d'après Laurent Neyret une reconnaissance législative est indispensable afin d'éviter un revirement de jurisprudence

### Responsabilité médicale
Dans le domaine médical, Laurent Neyret étudie essentiellement les dommages causés par les produits de santé, relevant de la responsabilité du fait des produits défectueux, il mène des recherches sur les conséquences médicales du Distilbène

## Crime d'écocide
Depuis 1999, Laurent Neyret propose la création d'un crime d'écocide pour les agissements volontaires les plus graves à l'origine d'atteintes à l'environnement. 
En 2013, il lance avec une équipe de journalistes du Monde le projet Ecocide, destiné à mettre au jour les leviers de la criminalité environnementale internationale et à identifier les lacunes du droit en la matière. Le projet a abouti en 2015 avec la publication dans Le Monde d'une série d'enquêtes consacrées à différents trafics - bois de rose, déchets électroniques, étain, tigres, pesticides contrefaits ainsi que la publication d'un rapport juridique comportant 35 propositions pour mieux sanctionner les crimes contre l'environnement remis à la Garde des sceaux le 11 février 2015. 
Parmi les propositions avancées, il recommande une rationalisation du droit pénal français de l'environnement par la création d'un délit général d'atteinte à l'environnement et un délit général de mise en danger de l'environnement dans le Code pénal, ainsi qu'une internationalisation de la protection pénale de l'environnement par l'adoption de Conventions internationales pour lutter contre la criminalité environnementale, propres à assurer une responsabilisation des entreprises transnationales, à faciliter l'accès de la société civile à la justice, à instituer un Procureur international de l'environnement, à créer un Groupe de recherche et d'enquête pour l'environnement (GREEN) ainsi qu'un Fonds international d'indemnisation pour l'environnement et la santé publique et à envisager la création d'une Cour pénale internationale de l'environnement.

## Influence législative et doctrinale
Laurent Neyret a effectué des travaux importants sur la notion de préjudice écologique notamment en assurant la codirection du groupe de travail chargé d'établir une « Proposition de nomenclature des préjudices réparables en cas d’atteinte à l’environnement ».

## Rapport Jegouzo
À l'initiative du garde des sceaux Christiane Taubira, un groupe de travail a été créé en mars 2013 dans le but de faire des propositions sur la reconnaissance du préjudice écologique. Présidé par Yves Jegouzo, ce groupe de travail rassemblant magistrats, avocats et juristes dont Laurent Neyret, a remis le 17 septembre 2013 son rapport à la garde des sceaux faisant ainsi plusieurs propositions pour préciser le régime de réparation du préjudice écologique dans le code civil.

## Distinctions et honneurs
- Thèse honorée du Prix Maisondieu de l'Académie des sciences morales et politiques[23]
- 1er prix de la Société française de droit de l'environnement et de l'Association française de droit de l'urbanisme
- Prix Étienne Ponseillé de l'université de Montpellier